# Kalmi Baruh
Kalmi Baruh (en alfabeto cirílico serbio: Калми Барух; 1896 - 1945) fue un erudito conocido mundialmente en el campo de la lengua judeoespañola,  pionero de los estudios hispánicos y sefardíes en Yugoslavia.

## Vida y actividades
Kalmi Baruh nació el 26 de diciembre de 1896 en Sarajevo, en una de las más viejas familias sefardíes de Bosnia. Asistió a la escuela primaria en la ciudad de Višegrad, la actual Bosnia y Herzegovina, y se graduó en el gymnasium (escuela secundaria) en Sarajevo. Cursó estudios académicos y se doctoró - Der Lautstand des Judenspanischen in Bosnien (El sistema de sonido del Judeoespañol en Bosnia) en la Universidad de Viena. Trabajó como profesor en el primer gymnasium de Sarajevo y fue el único receptor de la beca de la península balcánica del gobierno español para los estudios posdoctorales en el Centro Español para Estudios Históricos en Madrid (1928/1829). Durante un largo periodo colaboró en varias publicaciones yugoslavas y europeas en el campo de la lingüística y la literatura, por ejemplo: Srpski književni glasnik y Misao, ambos de Belgrado y la Revista de filología Española (Madrid). También colaboró con el Instituto para los Estudios Balcánicos en la Universidad de Belgrado y la Real Academia Española. Tradujo del español al idioma serbocroata a (Enrique Larreta: Slava don Ramira, Jedan život u doba Filipa II, Narodna prosveta, Belgrado, 1933; José Eustasio Rivera : Vrtlog, Minerva, Subotica-Belgrado, 1953). Baruh presentó algo de la literatura española moderna menos conocida en Yugoslavia. También publicó estudios de lingüística comparativa, libros de texto y trabajos científicos sobre cuestiones filológicas, especialmente en idiomas romances. Recogió, anotó y exploró formas lingüísticas judeoespañolas y romances en Bosnia, Kosovo y Macedonia. Baruh fue uno de los pilares de la revista progresista Pregled de Sarajevo y una base competente para Jevrejski život y Jevrejski glas, las revistas congregacionales, así como para la sociedad cultural-educativa La Benevolencija. Cooperó con el profesor Ernesto Giménez Caballero, Ivo Andrić , Isidora Sekulić, Žak Konfino, Stanislav Vinaver, Jovan Kršić, Moric Levi, Laura Papo, etc.
Baruh hablaba diez idiomas; aunque escribió sus trabajos sobre todo en serbio, también lo hizo en judeoespañol, español, francés y alemán.
Durante la década de 1930 fue un intelectual yugoslavo destacado y de orientación izquierdista. Baruh prestó especial atención a los alumnos de origen social modesto, a la educación de los trabajadores y a la tolerancia entre religiones, y luchó contra el antisemitismo. Propugnó la ayuda sin reservas para los republicanos durante la guerra civil española.
Debido tanto a sus inclinaciones políticas como a su origen judío, fue apresado cuando el Tercer Reich invadió Yugoslavia. Murió en el campo de concentración alemán nazi de Bergen-Belsen a las pocas semanas de finalizar la Segunda Guerra Mundial.

## Trabajos

### Los trabajos más populares
- Španske romanse bosanskih Jevreja (Baladas españolas de los judíos bosnios);

- EL Judeo-Español de Bosnia;

- Jevreji na Balkanu i njihov jezik (Judíos en los Balcanes y su lengua);

- Španija u doba Majmonidesovo (España en la era de Maimónides);

- Španija Filipa II (La España de Felipe II);

- Španija u književnosti jedne generacije (España en la ficción literaria de una generación);

- Miguel de Unamuno;

- Islamski izvori Danteove Božanske komedije (Fuentes islámicas de La Divina Comedia) del Dante.